# Parti communiste ouvrier des Pays-Bas
Le Parti communiste ouvrier des Pays-Bas (en néerlandais : Kommunistische Arbeiders-Partij Nederland, KAPN) est un ancien parti politique néerlandais.
Le Parti communiste ouvrier de Hollande apparaît en 1921, en tant que scission conseilliste du Parti communiste des Pays-Bas ; il était lié au Parti communiste ouvrier d'Allemagne, et membre de l'Internationale communiste ouvrière.